# Уилсон, Ларисса
Ла́рисса Хо́уп Уи́лсон (англ. Larissa Hope Wilson; 5 мая 1989, Кингсвуд, Глостершир, Англия, Великобритания) — английская актриса. Наиболее известна ролью Джэл Фейзер из телесериала «Молокососы» (2007—2008), за которую получила номинацию «Выдающаяся актриса — драматический сериал» Телевизионного фестиваля в Монте-Карло (2008).

## Фильмография
| Год       |     | Русское название               | Оригинальное название      | Роль                    |
| --------- | --- | ------------------------------ | -------------------------- | ----------------------- |
| 2007—2008 | с   | Молокососы                     | Skins                      | Джеландер «Джел» Фейзер |
| 2008      | с   | Холби-Сити                     | Holby City                 | Ребекка Уэстер          |
| 2009      | ф   | Истерзанный                    | Tormented                  | Калилла                 |
| 2009      | с   | Питер Кингдом вас не бросит    | Kingdom                    | Донна                   |
| 2010      | ф   | Приговор                       | Conviction                 | школьница               |
| 2011      | с   | Тайна Спартикла                | The Sparticle Mystery      | Анита                   |
| 2011      | тф  | Ширли                          | Shirley                    | Айрис Бэсси             |
| 2011      | док | Бомбардировщик школы-интерната | The Boarding School Bomber | студентка               |